# The Red Danube
The Red Danube (Brasil: Danúbio Vermelho / Portugal: O Danúbio Vermelho) é um filme norte-americano de 1949, do gênero drama, dirigido por George Sidney e estrelado por Walter Pidgeon e Ethel Barrymore.

## Sinopse

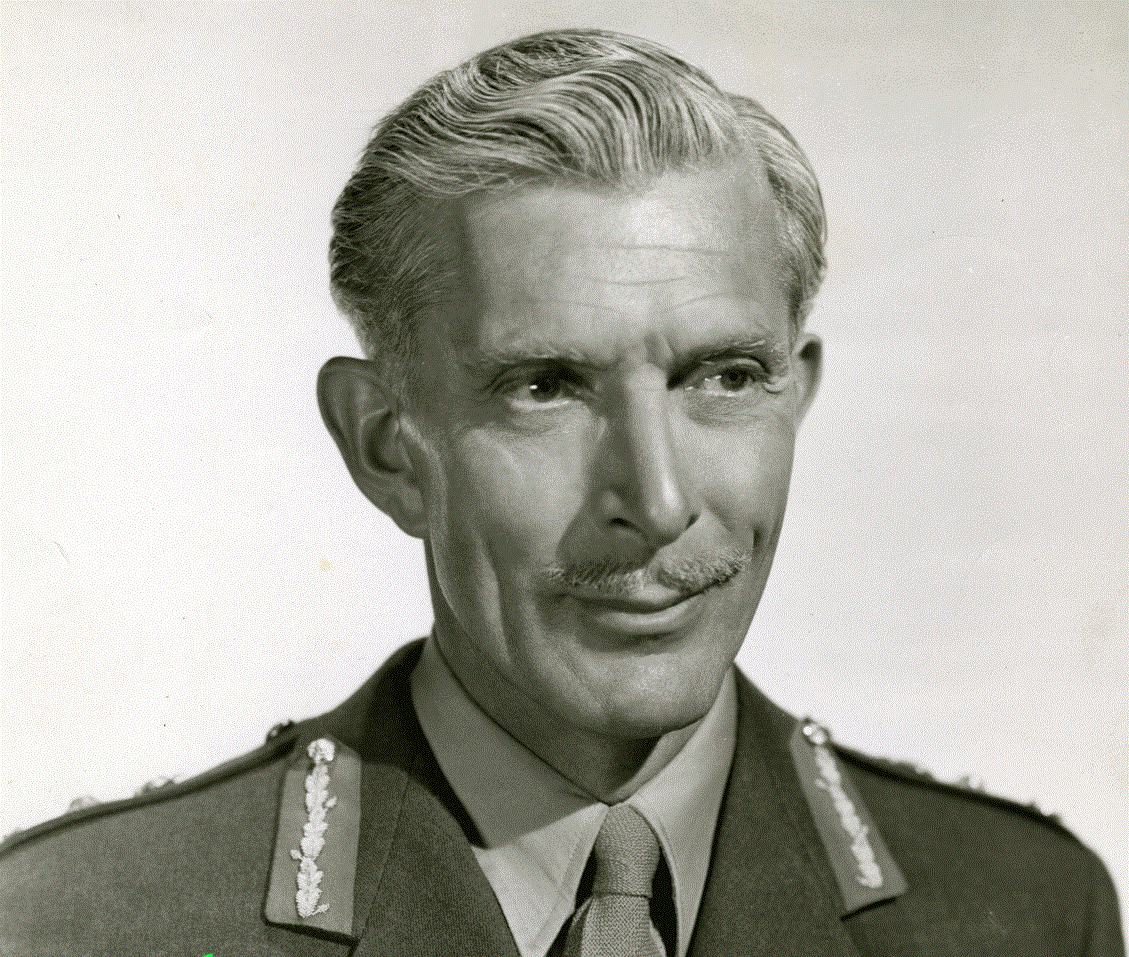
Alan Napier, que interpreta O General, em foto de divulgação distribuída para a imprensa.

Viena, 1945, nos estertores da Segunda Guerra Mundial. A bailarina russa Maria Buhlen (nome verdadeiro: Olga Alexandrova) pede asilo na zona ocupada pela Grã-Bretanha. O caso se transforma em um cabo de guerra entre os coronéis Hooky e Piniev, britânico e russo, respectivamente. A disputa adquire tons religiosos, com a intervenção da Madre Superiora Auxilia, e românticos, com o assédio do Major Twingo, que se apaixona por Maria.

## Premiações
| Patrocinador                                  | Prêmio | Categoria                               | Situação |
| --------------------------------------------- | ------ | --------------------------------------- | -------- |
| Academia de Artes e Ciências Cinematográficas | Oscar  | Melhor Direção de Arte (preto e branco) | Indicado |

## Elenco
| Ator/Atriz          | Personagem                      |
| ------------------- | ------------------------------- |
| Walter Pidgeon      | Coronel Hooky                   |
| Ethel Barrymore     | Madre Superiora Auxilia         |
| Peter Lawford       | Major Twingo                    |
| Janet Leigh         | Olga Alexandrova / Maria Buhlen |
| Angela Lansbury     | Audrey Quail                    |
| Louis Calhern       | Coronel Piniev                  |
| Francis L. Sullivan | Coronel Blinker                 |
| Melville Cooper     | Soldado David Moonlight         |
| Robert Coote        | Brigadeiro Catlock              |
| Alan Napier         | O General                       |
| Roman Toporow       | Tenente Maxim Omansky           |